# Villy Lajos
Villy Lajos Péter (Baja, 1995. november 1. –) magyar fizikus, vállalkozó és filantróp, a Szegedi Tudományegyetem Fizika Intézetének Optikai és Kvantumelektronikai Tanszékének tudományos segédmunkatársa, valamint Kísérleti Fizikai Tanszékének tanársegédje.

## Életpályája
Édesanyja tanítónő és történelemtanár, édesapja, a néhai idősebb Villy Lajos, gyümölcs- és zöldségkereskedelemmel foglalkozott. A fiatal Villy sokat segített apjának a piaci munkákban. Tanulmányait az azóta már megszüntetett csikériai általános iskolában kezdte, majd felvételt nyert a bajai III. Béla Gimnáziumba, ahol 2014-ben érettségizett. A gimnázium elvégzése után felvételt nyert a Szegedi Tudományegyetem fizika alapszakára, ahol 2017-ben szerzett oklevelet. Még ugyanebben az évben felvételt nyert az egyetem fizikus mesterszakára is. Az elektród erózió vizsgálata kétkomponensű nanorészecskék szikrakisüléses előállítása során című dolgozatával első díjas lett a XXXIV. Országos Tudományos Diákköri Konferencia Anyagtudomány tagozatán, így a nyertes dolgozatot diplomamunkaként is leadhatta. Mesterdiplomáját 2019-ben szerezte, nem sokkal később pedig felvételt nyert az egyetem Fizika Doktori Iskolájába. Jelenleg tanársegéd a Kísérleti Fizikai Tanszéken, ahol számolási- és laboratóriumi gyakorlatok tart.

## Munkássága
Az SZTE Nano- és Mikromegmunkálási Laboratóriumának (NaMiLab) tagja, munkájával a szikrakisülések leírásához és különböző fémekből (mint pl. arany) előálló nanorészecskék kialakításához járul hozzá. Ennek kapcsán számos, a tudományos közösség számára jelentős folyóiratcikk szerzője (melyek közül egy a Nature Scientific Reports kiadványában jelent meg), munkája nemzetközi szinten elismert.